# Seznam silničních tunelů na Slovensku
Toto je seznam stávajících a plánovaných silničních tunelů na Slovensku:
| Název           | Délka             | Silnice | Úsek                                              | Stav               |
| --------------- | ----------------- | ------- | ------------------------------------------------- | ------------------ |
| Baba            | 4 020 m           | R3      | Zvolen - Šahy                                     | Plán               |
| Biela Skala     | 515 m             | R3      | Nižná - Dlouhá nad Oravou                         | Plán               |
| Bikoš           | 1 155 m           | R4      | Prešov, severní obchvat                           | V provozu          |
| Bôrik           | 995 m             | D1      | Mengusovce - Poprad, západ                        | V provozu          |
| Branisko        | 4 975 m           | D1      | Beharovce - Široké                                | V provozu          |
| Čebrať          | 3 650 m           | D1      | Hubová - Ivachnová                                | Ve výstavbě        |
| Čertov vrch     | 1 030 m           | R3      | Horná Štubňa, jih - Šášovské Podhradie            | Plán               |
| Dargov          | 1 050 m           | D1      | Bidovce - Dargov                                  | Plán               |
| Diel            | 1 774 m           | R1      | Banská Bystrica, sever - Ružomberok               | Plán               |
| Grúň            | 825 m             | R4      | Hanušovce nad Topľou - Lomné                      | Plán               |
| Hanišberg       | 2 800 m           | R3      | Zvolen - Šahy                                     | Plán               |
| Havran          | 2 820 m           | D1      | Turany - Houbová                                  | Plán               |
| Horelica        | 605 m             | D3      | Oščadnica - Čadca, Bukov                          | V provozu          |
| Chotômka        | 595 m             | R2      | Pravotice - Dolní Vestenice                       | Plán               |
| Karpaty         | 10 990 m          | D4      | Bratislava, Rača - Bratislava, Záhorská Bystrica  | Plán               |
| Kozí chrbát     | 2 974 m           | R1      | Banská Bystrica, sever - Ružomberok               | Plán               |
| Kysuca          | 584 m             | D3      | Žilina, Brodno - Kysucké Nové Město               | Plán               |
| Lučivná         | 250 m             | D1      | Važec - Mengusovce                                | V provozu [zdroj?] |
| Okruhliak       | 1 917 m           | R4      | Prešov, severní obchvat                           | Ve výstavbě        |
| Ovčiarsko       | 2 367 m           | D1      | Hričovské Podhradie - Lietavská Lúčka             | V provozu          |
| Plešivec        | 2 572 m           | R2      | Tornaľa - Gombasek                                | Plán               |
| Poľana          | 898 m / 892 m     | D3      | Svrčinovec - Skalité                              | V provozu          |
| Považský Chlmec | 2 218 m           | D3      | Žilina, Strážov - Žilina, Brodno                  | V provozu          |
| Prešov          | 2 244 m / 2 224 m | D1      | Prešov, západ - Prešov, jih                       | V provozu          |
| Prielohy        | 2 880 m           | R2      | Nováky - Žiar nad Hronom, sever                   | Plán               |
| Remata          | 3 060 m           | R3      | Horná Štubňa, jih - Ráztočno                      | Plán               |
| Rojkov          | 1 810 m / 1 745 m | D1      | Turany - Houbová                                  | Plán               |
| Sitina          | 1 440 m / 1 415 m | D2      | Bratislava, Polianky - Bratislava, Mlynská dolina | V provozu          |
| Sliač           | 450 m             | R2      | Zvolen, západ - Zvolen, východ                    | Plán               |
| Soroška         | 4 650 m           | R2      | Rožňava - Jablonov nad Turňou                     | Plán               |
| Stratenský      | 326 m             | I67     | Ztracená - Vernár                                 | V provozu [zdroj?] |
| Svrčinovec      | 420 m / 445 m     | D3      | Svrčinovec - Skalité                              | V provozu          |
| Šajba           | 650 m             | R2      | Nováky - Žiar nad Hronom, sever                   | Plán               |
| Šibenik         | 590 m / 630 m     | D1      | Jánovce - Jablonov, II. úsek                      | V provozu          |
| Višňové         | 7 460 m           | D1      | Lietavská Lúčka - Dubná Skala                     | Ve výstavbě        |
| Žilina          | 651 m             | D1      | Hričovské Podhradie - Lietavská Lúčka             | V provozu          |